# Dein Name geht dir voraus
Dein Name geht dir voraus  (Originaltitel: Imię twoje ) ist ein Roman von Maria Nurowska. Er erschien erstmals 2002. Die deutschsprachige Übersetzung von Paulina Schulz erschien 2007.

## Inhalt
Elizabeth aus New York reist in die Ukraine, da ihr Mann Jeff dort verschollen ist. Auf ihrer Reise kommt sie nach L'viv, lernt die Stadt und das Land besser kennen und ihr anfängliches Misstrauen gegenüber der Ukraine schwindet. In L'viv freundet sie sich mit der polnischstämmigen Anna an, die Tochter einer angesehenen Pianistin, die ihr von der Geschichte des Landes erzählt und auch von der Gewalt, die ihre Familie erlebt hat.
Bald erfährt Elizabeth, dass ihr Mann tot ist, da er dem ebenfalls ermordeten Journalisten Heorhij Gongadse nahestand. Elizabeth erfährt auch, dass Jeff einen unehelichen Sohn, Alek, von der Ukrainerin Oksana hatte. Elizabeth bereitet seine Adoption vor und nimmt ihn mit nach New York. Als erstes besichtigen sie die Aussichtsplattform auf dem World Trade Center. Die Erzählerin bemerkt, dass ein halbes Jahr später dieses Gebäude nicht mehr existiert.

## Ausgaben
- Maria Nurowska: Dein Name geht dir voraus, dtv, München, 2007, ISBN 978-3-423-24635-4